# Jakob Heusser
Jakob Heusser (Uster, 14 maart 1895 – Zürich, 12 maart 1989) was een Zwitsers politicus.
Jakob Heusser studeerde landbouwkunde aan de Eidgenössische Technische Hochschule te Zürich. Hierna was hij tot 1923 werkzaam voor het Planbureau van de Zwitserse Landbouwbond te Brugg. Vanaf 1925 was hij hoogleraar landbouwkunde te Strickhof. In 1941 werd hij directeur van het Landbouwinstituut Strickhof. Van 1933 tot 1941 was hij tevens directeur van de Boerenleenbank.
Jakob Heusser was lid van de Boeren-, Arbeiders- en Burgerpartij (BGB). Hij was van 1943 tot 1963 lid van de Regeringsraad van het kanton Zürich. Hij beheerde het departement van Volksgezondheid en Verzorging. Van 1 mei 1948 tot 30 april 1949, van 1 mei 1953 tot 30 april 1954 en van 1 mei 1959 tot 30 april 1960 was hij voorzitter van de Regeringsraad (dat wil zeggen regeringsleider) van het kanton Zürich.
Wegens zijn aandeel in de nieuwbouw van het kantonnaal ziekenhuis van Zürich, verkreeg hij van de medische faculteit van de Universiteit Zürich een eredoctoraat.
Jakob Heusser was ook voorzitter van Zwitserse Landbouwvereniging (Schweizerischen Landwirtschaftlichen Verein).
Jakob Heusser overleed op 12 maart 1989, daags voor zijn 94-jarige verjaardag, te Zürich.